# 曲輪

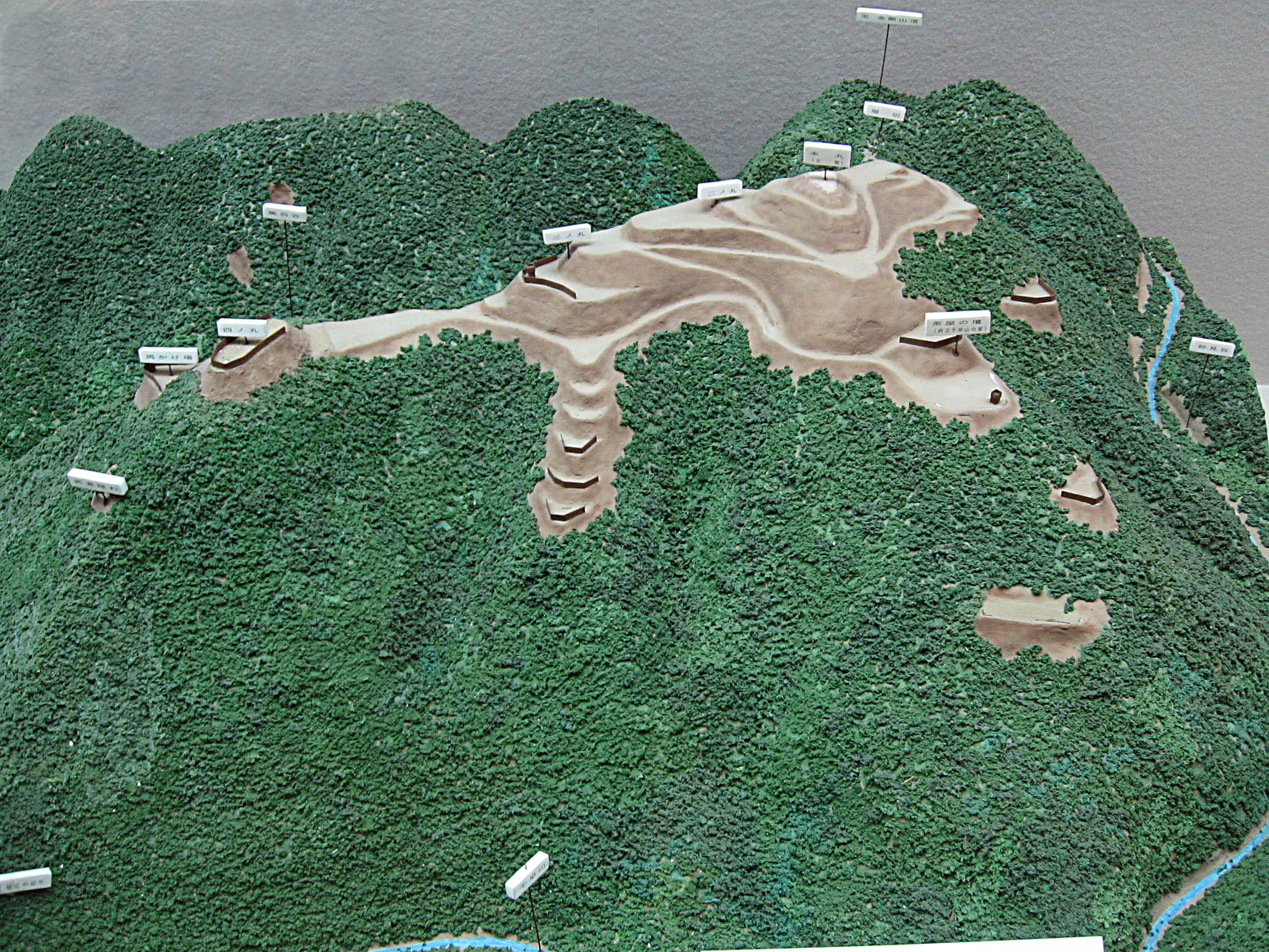
多数の曲輪で構成された中世山城（千早城）

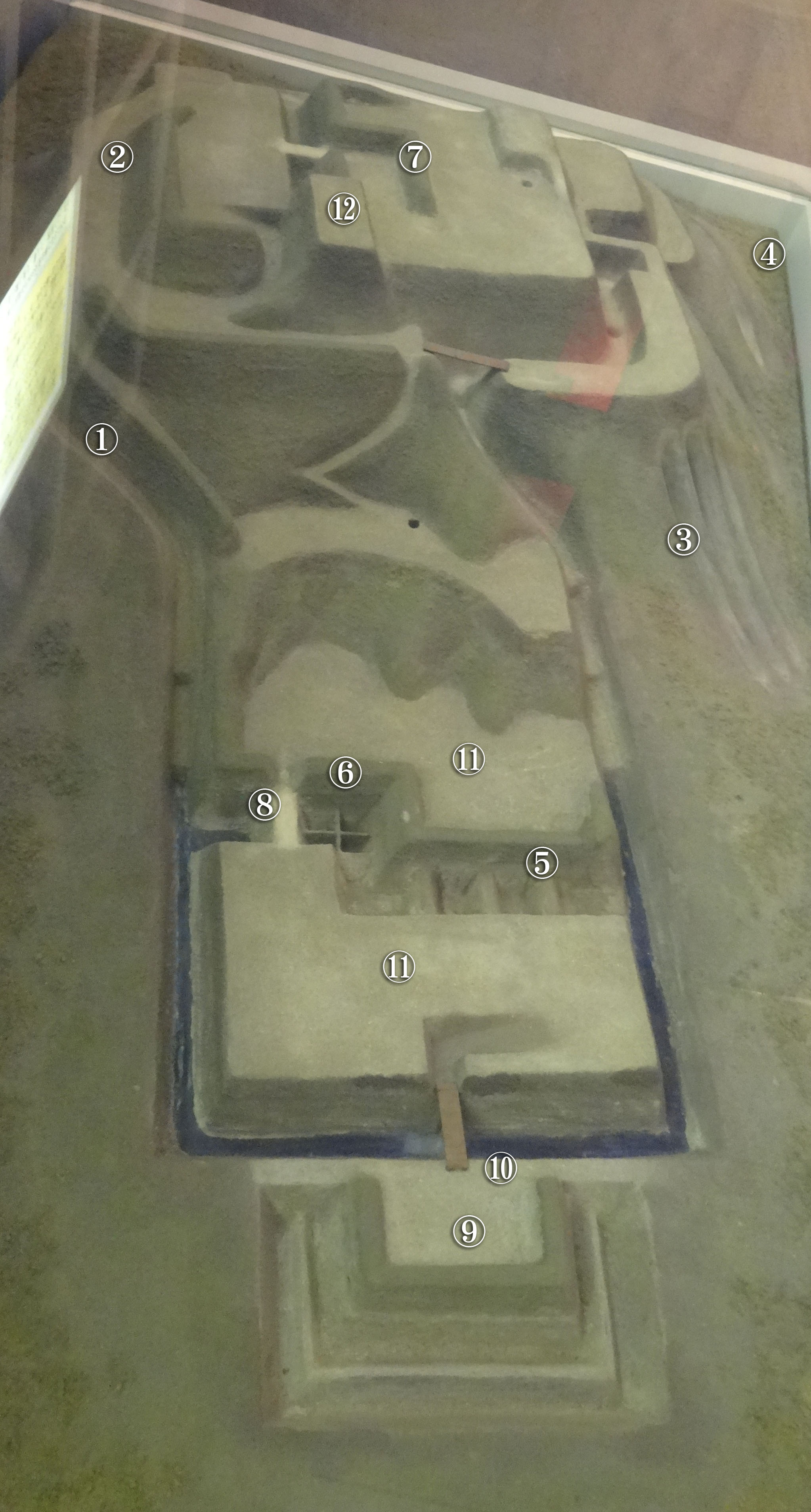
中世城郭の各部名称 ①竪堀 ②土塁 ③連続竪堀 ④堀切 ⑤畝堀 ⑥障子堀 ⑦枡形虎口 ⑧平虎口 ⑨馬出 ⑩土橋・木橋 ⑪曲輪 ⑫櫓台

曲輪（くるわ）とは、城の内外を土塁、石垣、堀などで区画した区域の名称である。郭（くるわ）とも書く。
主要な曲輪内には、曲輪の出入り口である虎口を封鎖する門を始め、最前線の塀、物見や攻撃を与える櫓が建てられる。主郭では司令本部となる城主の居所のほか、兵糧を備蓄する蔵、兵たちの食事を仕込む台所などの建造物が建てられていた。戦時、それぞれの曲輪には守備を担当する兵たちが駐屯した。

## 曲輪の配置
曲輪とは、軍事的・政治的な意図を持って、削平・盛土された平面空間と定義でき、15世紀後半に曲輪を連ねる構造が発達し始めたとされ、例えば千葉県横芝光町の篠本城は主従の関係が明確でない空間で構成されており、また青森県八戸市の根城は一族横並びの構造と考えられ、当初の連郭式城郭では曲輪間に主従の関係はなかったといわれている。その後戦国時代以降の城郭では、複数の曲輪を意図的に配置し、一郭を主とし二郭以降を従とする構成が一般的となった。江戸時代には中心的な曲輪に、本丸（ほんまる）・二の丸（にのまる）・三の丸（さんのまる）などの名前が付く。

### 縄張と主要な曲輪
城郭での戦いの勝敗を決める要素の一つに、城郭の形状・構造が挙げられる。そのため築城に際してなるべく防御側に有利になるよう、城郭の立地なども考慮して縄張が決められ曲輪が配置される。江戸時代の軍学によれば、縄張の基本は主要な3つの曲輪、すなわち城郭の核となる本丸の周囲に、補佐的な二の丸、三の丸を効果的に縦深配置することとしており、以下にその説を示す。ただし江戸時代の軍学は太平の世の学問であり、実際には築城や戦闘の経験を経ていない説であることに注意する必要がある。
一般に、縄張は大きく分けて次に分類されている。
輪郭式
本丸を囲む二の丸、二の丸を囲む三の丸、という縄張である。4方向に対して等しく防御が厚くなるが、曲輪を囲んでいく構造のために城郭の規模を大きくせざるを得ない。平城に多い縄張である。（例：山形城、松本城、大坂城など）
円郭式
輪郭式の亜流で、本丸の周囲に円形、または半円形に二の丸、三の丸が配置される。（例：田中城など）
連郭式
本丸以下の曲輪が一列に並ぶ縄張である。本丸は縄張りの一番奥に位置する場合と、中間に位置する場合がある。尾根や岬、舌状台地などの細長い高所を横堀で区切ることでこの形式になる場合がほとんどで、何もない平地にあえてこの形式で築かれる例はほとんど見られない。自然地形を最大利用し、少ない労力で防御力の高い城を作れるため、創建が古い時代に遡る城に多い。（例：松山城 (備中国)、松山城 (伊予国)、盛岡城、水戸城など）
並郭式
本丸と二の丸が並び、その周辺を別の曲輪が取り囲む形式であり、詰めの丸が本丸と並ぶ場合もある。（例：大垣城、島原城、大分城など）
梯郭式
本丸を湖沼や山河、絶壁などの「天然の防御設備」を背にして配置し、本丸の周囲の2方向、あるいは3方向を他の曲輪で囲む縄張である。連郭式と並んでいわゆる「後ろ堅固の城」と呼ばれる例が多い。（例：岡山城、名古屋城、熊本城、上田城など）
渦郭式
本丸を中心として二の丸、三の丸を渦巻き状に配置する縄張りである。（例：江戸城、姫路城、丸亀城など）
階郭式
曲輪群を階段状に配置する形式であり、戦国時代の山城や江戸時代の初期の平山城にこの構造の城郭がある。山や丘の地形を活かして築城される場合によく用いられた。（例：姫路城、丸亀城、熊本城など）
個々の城郭は必ず上記のどれかに分類されるわけではなく、これらの変形・発展型や合体型（例えば“輪郭式＋梯郭式”）といえるものも数多くあった。また、これらの型式だけでは分類が難しい城郭もある（単郭式など）。そのほか研究者によって、同じ城でも区分名称や認識が違うこともあれば、その他の名称を使って細かく分類することもある。

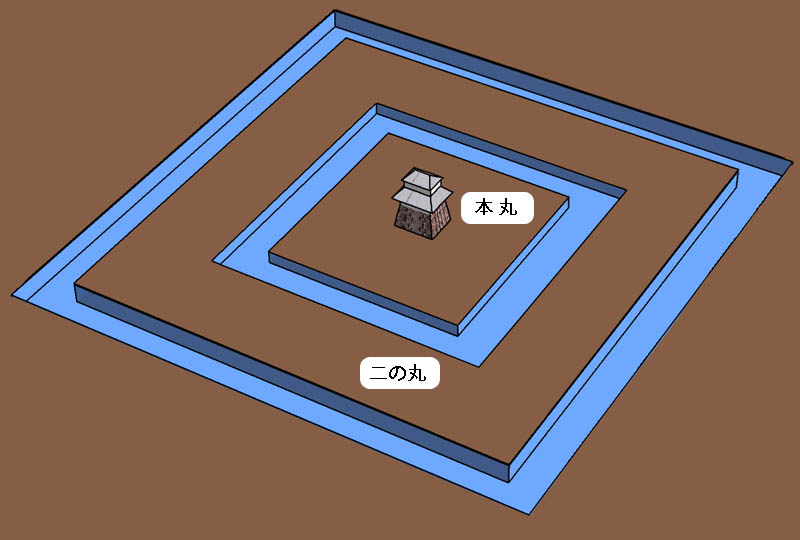
輪郭式縄張
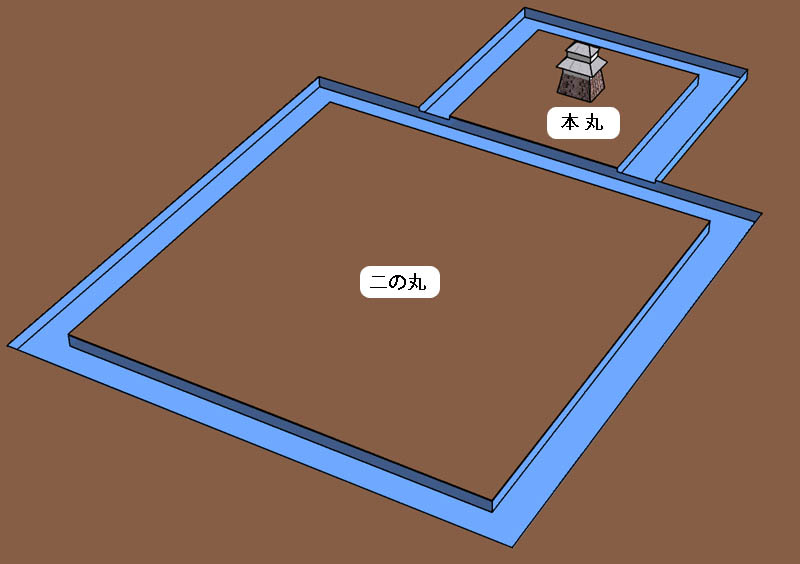
連郭式縄張
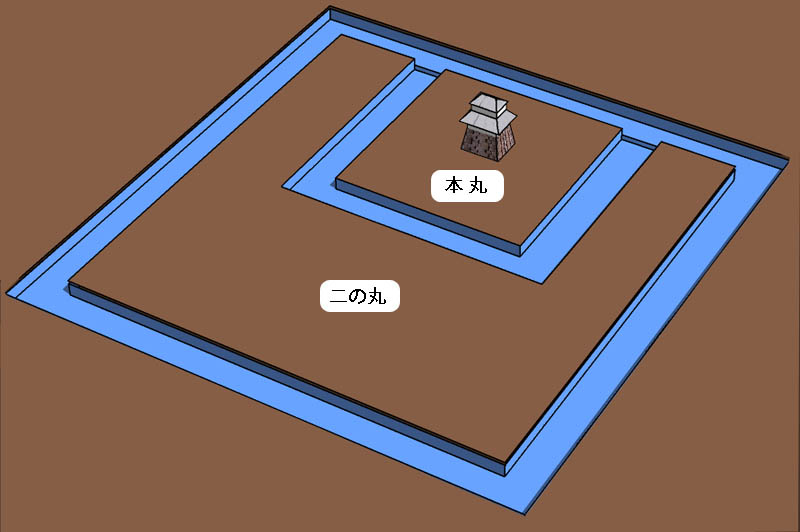
梯郭式縄張
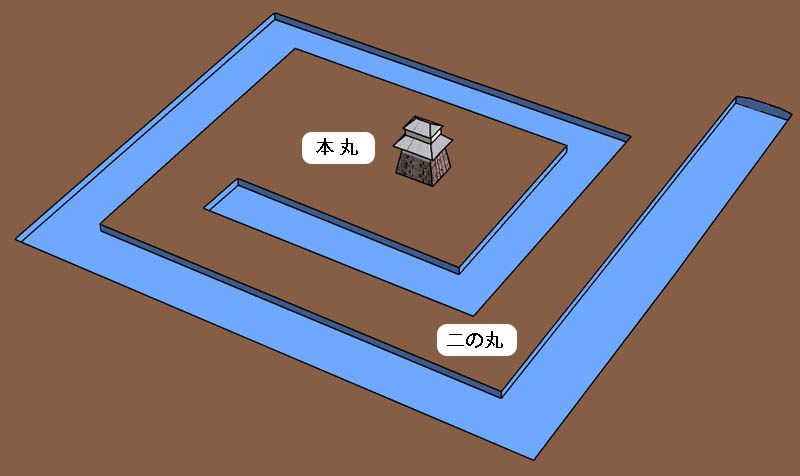
渦郭式縄張

### その他の曲輪

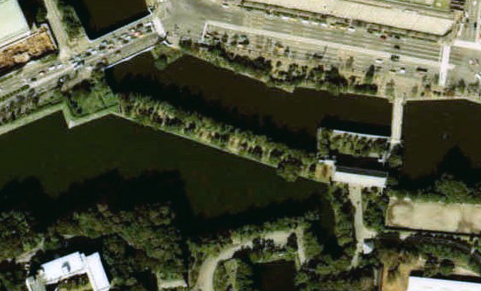
江戸城の帯曲輪。皇居北側にある平川門の脇の門から西（竹橋門跡）方向に細長く伸びた部分。帯曲輪門は城内で死人や罪人が出た際に使われた、いわゆる不浄門である。

防御力強化の目的で、本丸などの主要な曲輪の周りに帯曲輪（おびくるわ）や腰曲輪（こしくるわ）、捨曲輪（すてくるわ）などの小曲輪を配置することがあった。そのほか、他より独立した形で配置される出丸（でまる）や、主に虎口を防御する目的でその前面に配置される馬出（うまだし）などもある。

## 曲輪の名称と分類
安土桃山時代以降の城では、それぞれの曲輪はその用途によって「○○曲輪」「○○丸」などと呼ばれ、また時代や地域によっても名称は異なる。“本丸”“二の丸”など曲輪を“丸”と言うようになった起源や語源はわかっていないが、「○○丸」と呼ばれる曲輪は安土桃山系城郭と呼ばれる系統の城や江戸時代以降の近世城郭の主要部の名称にみられる。また、堀田浩之は日本の城に中心から「本丸」「二の丸」「三の丸」という名称が共通して名付けられているのは、曲輪の理念上の編成をわかりやすく示すためのものであると解釈し、上級権力による城郭の新しい概念における管理上の記号として、軍学をもとに登場したものであろうと、推定している。「丸」とは日本語では球体も意味するが、これにいう「丸」とは円形のことで、江戸時代の軍学関係の書籍を引用して後述するように城は円形につくることが好ましいといわれた。江戸初期の北条流軍学の祖となった軍学者、北条氏長が著した『兵法雌鑑』では
城をとるべきようは、小く丸くとるべし…—北条氏長、『兵法雌鑑』
とあり、江戸中期の軍学書『武用弁略』には、
城は小円を善とすること、城取の習とぞ、此故に丸とは呼ぶ也…—木下義俊、『武用弁略』
とある。

### 位置による名称
- 本丸（ほんまる）

城の中枢部であり、本丸御殿のような居住域兼政務域をもち、戦時には最終防衛線となる。本城、一の曲輪などとも呼ばれる。詳しくは本丸を参照。
- 二の丸（にのまる）

本丸の次につながる曲輪の名称である。本丸と同様に殿舎を建てる場合もあり、城によっては城の中心的機能をもっていたこともある。広島城では、他の城では馬出の位置にある小規模な曲輪を二の丸と称している。二ノ丸とも書く。二の曲輪、二の城ともいう。
- 三の丸（さんのまる）

二の丸の次につながる曲輪であり、家臣たちの屋敷が置かれる場合もあった。三ノ丸とも書く。三の曲輪、三の城ともいった。

### 方位による名称
主に本丸から見た方位にある曲輪を「（方位）の丸」、「（方位）ノ丸」、「（方位）丸」といった。
- 東の丸 - 明石城・高松城・米子城・西尾城など。
- 西の丸 - その城の所有主の隠居所として使われる。隠居所としての西の丸は、徳川家康が江戸城西の丸を自らの隠居場所としたことに始まる。姫路城や岡山城にも同様の西の丸がある。
- 南の丸 - 和歌山城・小諸城など。
- 北の丸 - 弘前城・高松城・大洲城など。

### 形状による分類
- 帯曲輪（おびくるわ）

主要な曲輪の外周に配置される細長い小曲輪。1段低く掘り下げて築いたり、豊臣大坂城のように2重に築いたものもあった。
- 腰曲輪（こしぐるわ）

山の斜面に築いた幅の狭い曲輪。
- 捨曲輪（すてぐるわ）

主郭の前面などに戦闘の際に主郭から打って出るために用いられ、守勢にまわった際には放棄するつもりで築かれた曲輪。主郭側には塀などの遮蔽物は作られず、主郭からの攻撃が可能なように築かれた。
こうした曲輪は、敵が主要な曲輪に達するまでの時間稼ぎとなり、また防御側にとって有利に攻撃ができた。しかし、城の規模が小さい場合には、ひとつの曲輪が制圧されると、次の曲輪が射程に入ってしまうことも多く、中世の山城の曲輪は、鉄砲を用いた戦いに向いていなかった。

### 配置と機能による分類

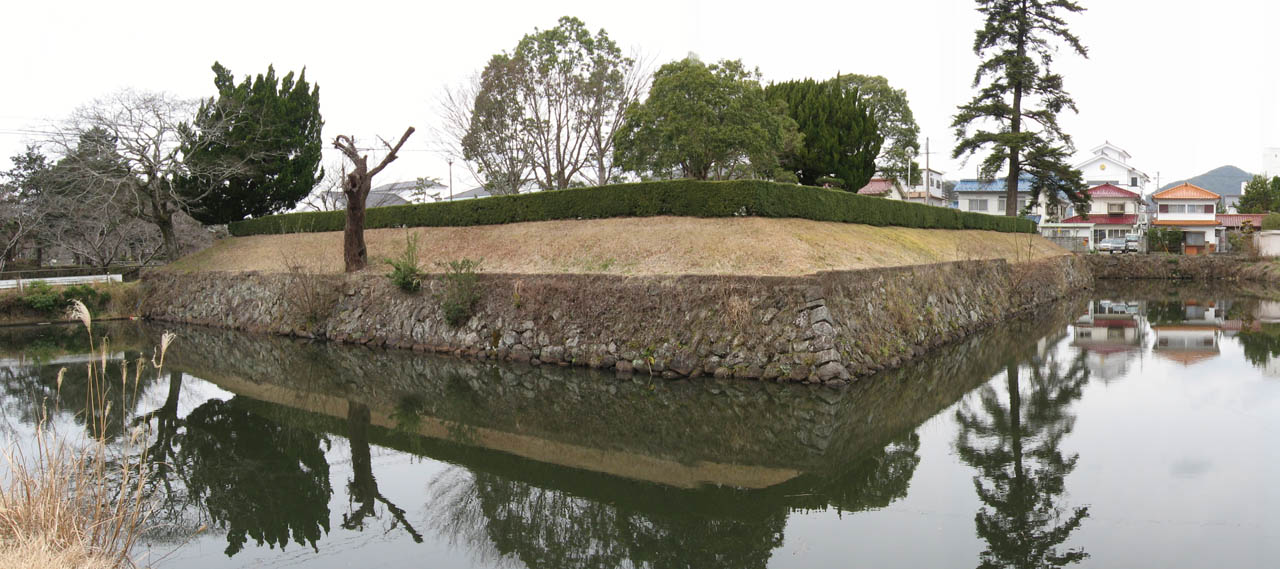
篠山城東門外に残る馬出跡

- 総構・総曲輪（そうがまえ・そうぐるわ）

城下町を、長大な堀や土塁・石垣で取り囲み、大規模な曲輪としたもの。詳しくは総構えの項目を参照。
- 出丸（でまる）

城の守備が脆弱な箇所の補強や物見などの目的で造られた、補助的な曲輪。
大坂冬の陣に際して、大坂城総曲輪の南側に真田信繁（真田幸村）が造った「真田丸」などがある。
江戸時代には、武家諸法度によって城郭の増築が原則として禁止されたので、岡山城の後楽園のように出丸の機能を併せもつ大規模な庭園が築造されるようになった。
- 馬出（うまだし）

虎口の前面に配置される小曲輪である。単純に敵の虎口への侵入を困難にする目的の他に、虎口を敵から直接見えないようにして味方の動向を隠す、さらに一種の射撃陣地として虎口の防御を有利にする。また小部隊の駐屯施設として城内からの出撃にも用いられる。土塁を築いただけの曲輪とは言いがたい小さなものから、名古屋城・篠山城・広島城のように巨大なものまで存在する。大きく分けて半円形のものを「丸馬出」、方形のものを「角馬出」と呼ぶ。大坂城の真田丸は馬出の一種でもある。

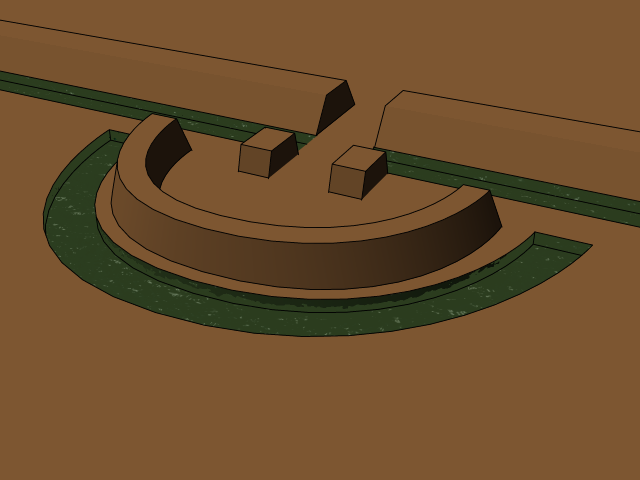
丸馬出
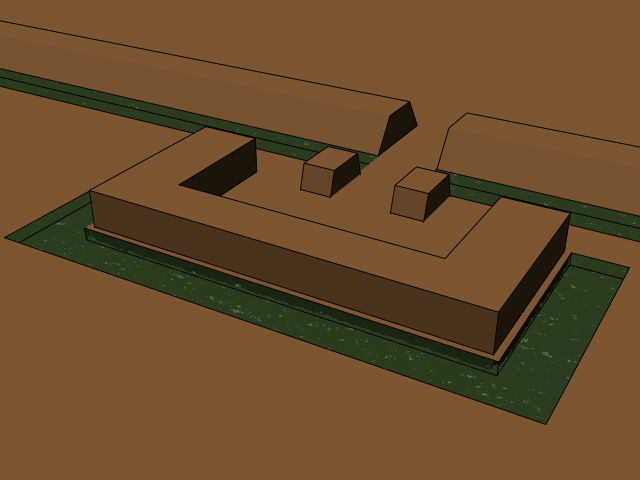
角馬出

- 天守曲輪・天守丸（てんしゅくるわ・てんしゅまる）

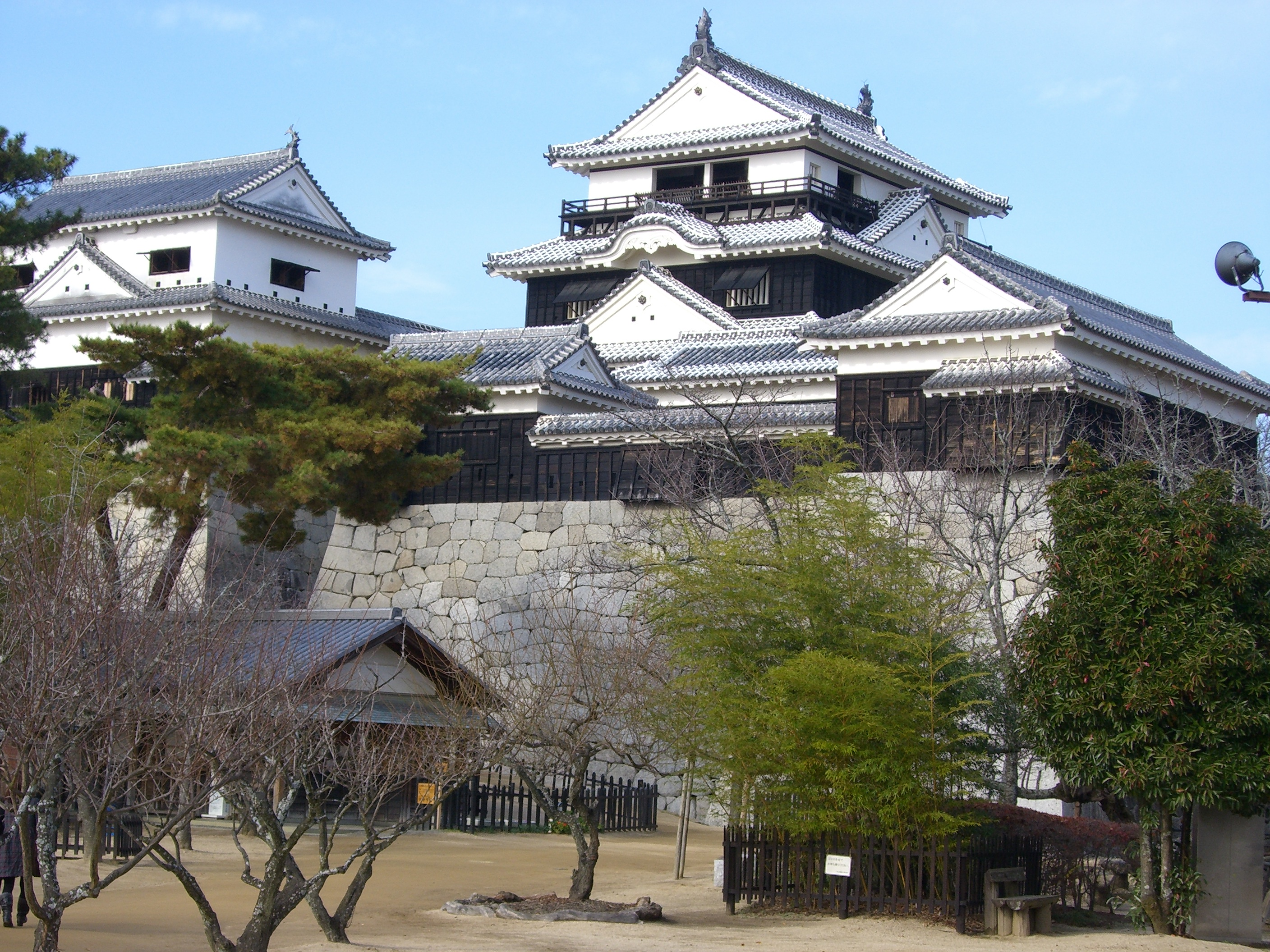
松山城本壇（伊予国）

本丸の内にある天守をもつ曲輪、連立式天守や、連結式天守等の形式によって隔てられてできた曲輪。本丸をこの名称で呼ぶ場合もある。城によっては、天守郭や天守曲輪また本壇ということもある。
- 水の手曲輪（みずのてくるわ）

城の主要な取水施設のある曲輪。山水の滴る場所や井戸などがある。井戸曲輪（いどくるわ）ともいう。
- 山里曲輪・山里丸（さまざとくるわ・さまざとまる）

遊興のための屋敷や庭園を造営したもの。池を掘ったり築山を築いたり、四阿や茶室などを設けてある曲輪。豊臣期大坂城・姫路城・明石城・伏見城・肥前名護屋城などにみられる。江戸時代には大名庭園として城内だけでなく城外や藩邸にも造られるようになった、江戸城の吹上（現在は皇居の吹上御苑）も山里曲輪のひとつと考えられ、かつては吹上奉行が置かれた。